# Peregrinamor ohshimai
Peregrinamor ohshimai is een tweekleppigensoort uit de familie van de Lasaeidae. De wetenschappelijke naam van de soort is voor het eerst geldig gepubliceerd in 1938 door Shôji.